# Trescasas
Trescasas è un comune spagnolo di 1 074 abitanti situato nella comunità autonoma di Castiglia e León.
Il comune è formato da tre nuclei abitati: La Atalaya, Sonsoto e Trescasas.